# Warner Independent Pictures
Warner Independent Pictures byla speciální divize filmového studia Warner Bros. Založena byla v srpnu 2003, její premiérovým vydáním byl v roce 2004 film Před soumrakem. Divize financovala, produkovala, získala a distribuovala převážně celovečerní filmy s rozpočtem pod 20 milionů dolarů.
Užití slova independent (česky nezávislý) v názvu není myšleno doslovně, protože se jedná od divizi Warner Bros., který je sám divizí mediálního konglomerátu Time Warner. Bývalý vedoucí produkce, Polly Cohen, zastával funkci předsedy této divize do 8. května 2008, kdy byla společnost oficiálně uzavřena.

### Externí odkázy
- (anglicky) Oficiální internetová stránka